# 国立病院機構まつもと医療センター
独立行政法人国立病院機構まつもと医療センター（どくりつぎょうせいほうじんこくりつびょういんきこうまつもといりょうせんたー）は、長野県松本市にある独立行政法人国立病院機構が運営する病院である。

## 診療科
- 内科
- 腎臓内科
- 糖尿病・内分泌内科
- 消化器内科
- 循環器内科
- 血液内科
- 呼吸器内科
- 脳神経内科
- 外科
- 婦人科
- 小児科
- 心臓血管外科
- 整形外科
- 脳神経外科
- 呼吸器外科
- 皮膚科
- 救急科
- 泌尿器科
- 眼科
- 耳鼻咽喉科
- 放射線科
- 麻酔科
- リハビリテーション科
- 病理診断科
- 歯科(入院のみ)

## 沿革
（旧国立松本病院・独立行政法人国立病院機構松本病院）
- 1908年 松本衛戍病院として創設
- 1936年 松本陸軍病院となる
- 1945年 陸軍解体により厚生省へ移管、国立松本病院として発足
- 1971年 松本市旭町から現在地に移転
- 1973年 附属看護学校開設
- 2001年 厚生労働省へ移管
- 2004年 独立行政法人へ移行、独立行政法人国立病院機構松本病院と改称

（旧国立療養所松本城山病院）
- 1940年 長野県立結核療養所として創設
- 1947年 厚生省へ移管、国立松本療養所として発足
- 1983年 国立療養所松本城山病院に改称

（旧国立療養所東松本病院）
- 1944年 日本医療団御母家奨健寮として創設
- 1947年 厚生省へ移管、国立松本療養所御母家分院として発足
- 1948年 国立松本療養所分院となる
- 1952年 国立御母家療養所となる
- 1957年 松本市大字寿豊丘に移転
- 1963年 国立寿療養所に改称
- 1977年 国立療養所東松本病院に改称

（旧国立療養所中信松本病院・独立行政法人国立病院機構中信松本病院）
- 1996年 国立療養所松本城山病院と国立療養所東松本病院を統合、国立療養所中信松本病院として発足
- 2001年 厚生労働省へ移管
- 2004年 独立行政法人へ移行、独立行政法人国立病院機構 中信松本病院として発足

（独立行政法人国立病院機構まつもと医療センター）
- 2008年4月1日 松本病院と中信松本病院を統合し「独立行政法人国立病院機構まつもと医療センター」を設置。
- 2018年5月1日 中信松本病院を松本病院へ移転して「まつもと医療センター」として統合した[1]。

### 中信松本病院跡地
中信松本病院は2008年に国立松本病院と統合し2018年に国立まつもと医療センターへ機能移転した。
しかし中信松本病院の跡地利用が未定のままである。

## 所在地
- 長野県松本市村井町南2丁目20番30号

## 交通アクセス

### 路線バス
- センター敷地内
  - 「まつもと医療センター」バス停
  - 松本市西部地域コミュニティバスD線 村井山形線　下車。
- 県道287号沿い
  - 「まつもと医療センター前」バス停
    - アルピコ交通（通称・松本電鉄バス）寿台線　まつもと医療センター前 下車。
    - 塩尻市地域振興バス 塩尻北部線 下車。

### デマンドバス
- のるーと松本
  - まつもと医療センター敷地内に発着する。
- のるーと塩尻
  - 県道287号沿いにあるアルピコ交通のバス停と同じ位置に停車する。

### 鉄道
- 篠ノ井線村井駅から徒歩10分

### 道路
- 南側に長野県道287号町村白川村井停車場線と面する。
- 長野自動車道塩尻北インターチェンジから車で国道19号などを経て5分

## 病院周辺
- 長野県道287号町村白川村井停車場線
- 国道19号
- 田川
- 村井宿 - 北国西街道（善光寺西街道）
- JR村井駅
- 塩尻北IC

## 名誉院長
- 野口浩 - 婦人科医。エイズ医療の充実に尽力した。